# Marcelo Suárez Báez
Marcelo Ignacio Suárez Báez (Quillota, Chile, 21 de agosto de 2000) es un futbolista profesional chileno que se desempeña como arquero en Santiago City de la Segunda División de Chile.

## Trayectoria

### Universidad Católica
El portero ha destacado en el Fútbol Formativo, siendo bicampeón con la serie Sub-16, en el 2016. En su paso por la juvenil cruzada se coronó campeón de la categoría el 2017 comandada por Andrés Romero, ganando un lugar en el primer equipo durante los trabajos de pretemporada para la temporada 2018.
En 2018, bajo la dirección técnica de Beñat San José, Marcelo se integró al primer equipo de Universidad Católica, y obtuvo el Campeonato Nacional 2018. En 2019 con el elenco estudiantil se coronó campeón de la Supercopa de Chile frente a Palestino.

### Deportes Recoleta
A mediados de la temporada 2021, el jugador se marchó a préstamo a Deportes Recoleta para disputar sus primeros minutos a nivel profesional. A final de temporada, con el club ganó la Segunda División Profesional 2021, consiguiendo el ascenso a la Primera B.

### Retorno a Universidad Católica
Luego de su préstamo en Recoleta, el jugador volvió al club para la temporada 2022, sin embargo, el jugador no fue considerado durante todo el año. En diciembre de 2022, el jugador se marchó como jugador libre de la institución.

### Santiago City
En enero de 2023 fue anunciado como nuevo jugador del Santiago City de la Tercera División A de Chile.

## Estadísticas
- Actualizado al último partido disputado: 15 de agosto de 2021.

| Club                      | Div.          | Temporada     | Liga  | Liga  | Copas nacionales | Copas nacionales | Total | Total | Media goles recibidos |
| Club                      | Div.          | Temporada     | Part. | Goles | Part.            | Goles            | Part. | Goles | Media goles recibidos |
| ------------------------- | ------------- | ------------- | ----- | ----- | ---------------- | ---------------- | ----- | ----- | --------------------- |
| Deportes Recoleta · Chile | 2.ª           | 2021          | 5     | -6    | —                | —                | 5     | -6    | 1.2                   |
| Deportes Recoleta · Chile | Total club    | Total club    | 5     | -6    | 0                | 0                | 5     | -6    | 1.2                   |
| Santiago City · Chile     | 4.ª           | 2023          | 0     | 0     | —                | —                | 0     | 0     | 1.2                   |
| Santiago City · Chile     | Total club    | Total club    | 0     | 0     | 0                | 0                | 0     | 0     | 0.00                  |
| Total carrera             | Total carrera | Total carrera | 5     | 6     | 0                | 0                | 5     | -6    | 1.2                   |
| 1.                        |               |               |       |       |                  |                  |       |       |                       |

## Palmarés

### Campeonatos nacionales
| Título             | Equipo                    | País  | Año  |
| ------------------ | ------------------------- | ----- | ---- |
| Primera División   | C.D. Universidad Católica | Chile | 2018 |
| Supercopa de Chile | C.D. Universidad Católica | Chile | 2019 |
| Primera División   | C.D. Universidad Católica | Chile | 2019 |
| Primera División   | C.D. Universidad Católica | Chile | 2020 |
| Segunda División   | Deportes Recoleta         | Chile | 2021 |